# Giovanni Arpino
Giovanni Arpino (Pula, 27. siječnja 1927. – Torino, 10. prosinca 1987.), talijanski pisac i novinar.

## Život
Rođen u Puli u Istri, tada dijelu Italije, kao dijete pijemontskih roditelja, Arpino se preselio u Brau u pokrajini Cuneo.
Diplomirao je 1951. s temom o ruskom pjesniku Sergeju Jesenjinu, a sljedeće godine debitirao je u književnosti sa svojim romanom Sei stato felice, Giovanni u izdanju Einaudija. Bavio se također sportskim novinarstvom, pišući za dnevnike La Stampu i Il Giornale, a zajedno s Giannijem Brerom u La Gazzetta dello Sport pridonio je novoj književnoj kvaliteti u talijanskom pisanju u sportu. Njegovo najznačajnije djelo u tom području bio je nogometni roman Azzurro tenebra iz 1977. godine. Arpino također piše drame, kratke priče, epigrame i priče za djecu.

## Djela
- Sei stato felice, Giovanni (1952.)
- Gli anni del giudizio (1958.)
- La suora giovane (1959.)
- Un delitto d'onore (1960.)
- Una nuvola d'ira (1962.)
- L'ombra delle colline (1962.)
- Un'anima persa (1966.)
- La babbuina (1967.)
- Il buio e il miele (1969.)
- Randagio è l'eroe (1972.)
- Racconti di vent’anni (1974.)
- L'assalto al treno ed altre storie (1974.)
- Rafé e Micropiede (1974.)
- Domingo il favoloso (1975.)
- Il primo quarto di luna (1976.)
- Azzurro tenebra (1977.)
- Il fratello italiano (1980.)
- Le mille e una Italia (1980.)
- Un gran mare di gente (1981.)
- Bocce ferme (1982.)
- La sposa segreta (1983.)
- Il contadino Genè (1985.)
- Passo d'addio (1986.)
- La trappola amorosa (postumno, 1988.)

Mondadori je 2005. objavio svezak izabranih djela koji je uredio književni kritičar Giorgio Bàrberi Squarotti.